# Dufourea kerzhneri
Dufourea kerzhneri là một loài Hymenoptera trong họ Halictidae. Loài này được Pesenko & Astafurova mô tả khoa học năm 2006.